# Lakušník vzplývavý
Lakušník vzplývavý, někdy též lakušník říční (Batrachium fluitans, syn.: Ranunculus fluitans), je druh rostliny z čeledi pryskyřníkovité (Ranunculaceae).

## Popis
Jedná se zpravidla o vytrvalou vodní bylinu, která může řidčeji po vyschnutí růst i na bahnitých substrátech a pak může být i jednoletá. Lodyha je nevětvená nebo jednoduše větvená, podle stanoviště může dorůstat délky až 6 m. Listy jsou střídavé, čepele ponořených listů jsou několikrát dlanitosečné s niťovitými úkrojky, víceméně rovnoběžně vzplývavými, listy jsou asi 8–25 cm dlouhé. Na bázi listů jsou palisty. Lupenité, na hladině plovoucí listy u tohoto druhu chybí. Květy jsou jednotlivé, oboupohlavné a pravidelné s víceméně kuželovitým květním lůžkem, vykvétají nad hladinou a jsou opylovány hmyzem (entomogamie). Plodní stopka bývá nejčastěji 4–9 cm dlouhá. Kališních lístků je 5, jsou zelené, asi 4–6,5 mm dlouhé. Korunních je většinou 5–13, jsou bílé, na bázi se žlutou skvrnou. Korunní lístky jsou asi 7–15 mm dlouhé. Tyčinek je asi 20–35, val kolem jamky nektária je vejčitý až hruškovitý, pestíků a později nažek je asi 35–70. Plodem je nažka, na vrcholu zakončená krátkým zobánkem, jsou uspořádány na květním lůžku do souplodí. Plody se šíří vodou (hydrochorie), ovšem rozmnožuje se převážně vegetativně odtrženými částmi lodyh. Počet chromozómů je 2n=16, 24 nebo 32.

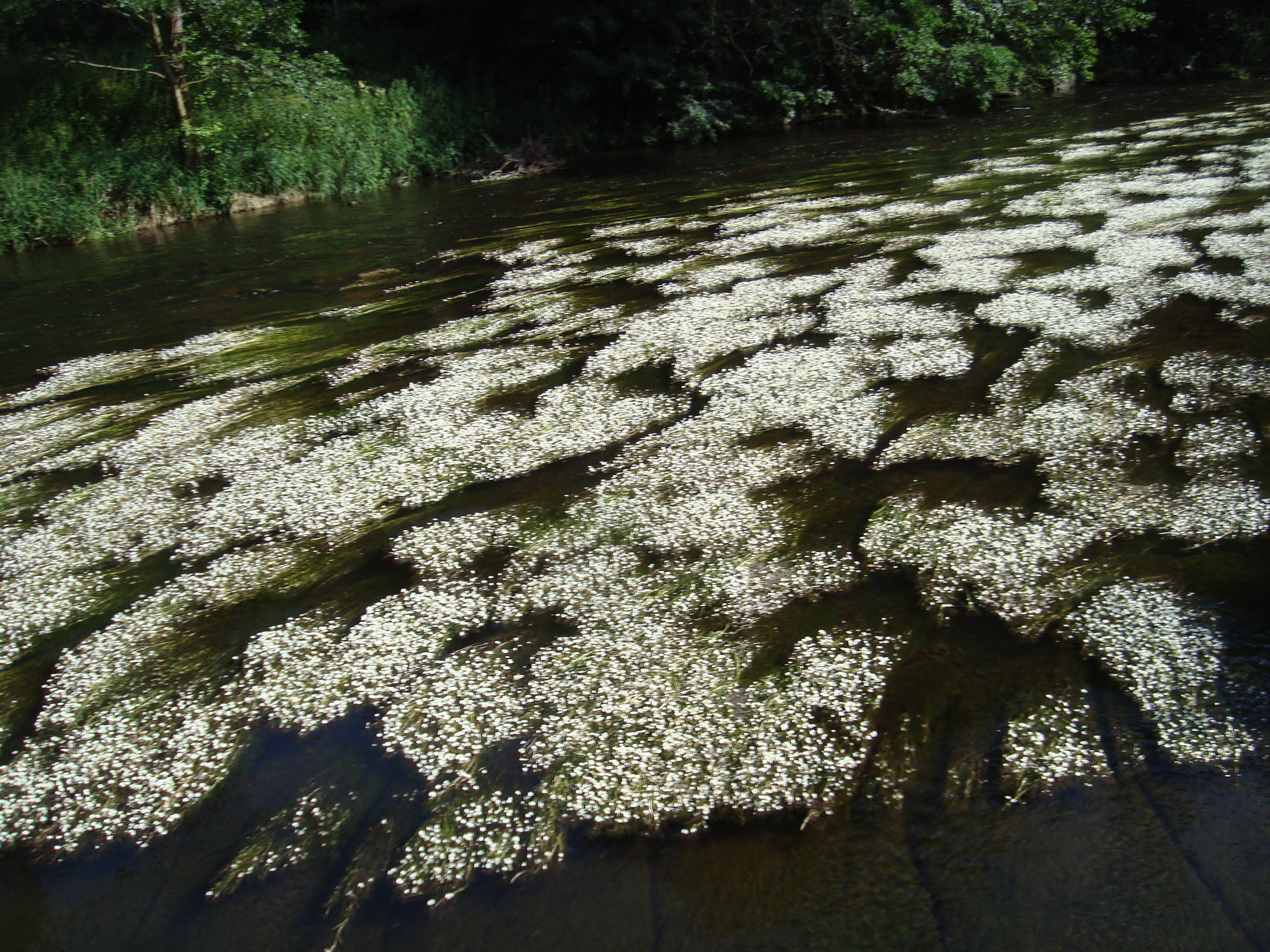
Porosty lakušníku vzplývavého na řece Jihlavě

## Rozšíření
Druh je rozšířen v západní a střední Evropě, na jih po severní Itálii. V České republice roste poměrně hojně od nížin do podhůří.

## Ekologie
Jedná se o vodní rostlinu, která se vyskytuje převážně v proudících vodách, je to výrazný a typický rheofyt. Vytváří společenstva svazu Batrachion fluitantis.